# 皮·菲爾克
皮·菲爾克（瑞典語：Per Frick；1992年4月14日—）是一位瑞典足球運動員。在場上的位置是前鋒。他現在效力於瑞典足球超級聯賽球隊艾夫斯堡體育會。他也代表瑞典國家足球隊參賽。
廢柴於2021年7月11日對Orebro的比賽中射失12碼。